# Mortal Kombat Trilogy
Mortal Kombat Trilogy é a segunda e última atualização de Mortal Kombat 3 (a primeira sendo Ultimate Mortal Kombat 3). Foi lançado pela Midway em 1996 para PlayStation, Nintendo 64, Sega Saturn e PC.

## Personagens
Todos os personagens que tiveram participação nos jogos anteriores apareceram em Mortal Kombat Trilogy. Rain e Noob Saibot são selecionáveis pela primeira vez com todos os seus golpes, combos e finalizações. Mortal Kombat Trilogy trouxe de volta personagens como Baraka, Johnny Cage, Raiden, e as versões clássicas dos personagens Jax, Kung Lao, Kano, e Raiden (mas sem histórias ou finais). Os chefes Motaro, Shao Kahn, Goro e Kintaro aparecem como personagens selecionáveis (mas também sem histórias ou finais). Um novo personagem secreto é inserido. Esse personagem conhecido como Chameleon, é a união de todos os ninjas do jogo (Classic Sub-Zero, Scorpion, Noob Saibot, Human Smoke, Rain, Reptile e Ermac). Ele é parecido com qualquer ninja masculino, mas Chameleon muda sua cor aleatoriamente, usando os golpes especiais do ninja de mesma cor que ele estiver. Ele se torna selecionável via sequência de botões. Chameleon não tem história ou final.
Na versão do Nintendo 64, devido a limitações no espaço do cartucho, foram excluídas as versões clássicas de Jax, Kung Lao, Kano e Raiden, assim como Goro e Kintaro. Motaro e Shao Kahn só podem ser selecionados via código secreto. Essa versão combina os dois tipos de Sub-Zero em um. Chameleon é substituído por Khameleon, sua versão feminina. Diferente da versão masculina, Khameleon não muda de cor durante a luta, mas seu nome na barra de energia muda para azul, rosa e verde   indicando de qual das ninjas femininas (Kitana, Mileena e Jade) ela está pegando os golpes especiais no momento. Khameleon tem sua própria história e um final.

## Zonas de Kombat
A maioria das arenas que aparecem no Mortal Kombat original, Mortal Kombat II, Mortal Kombat 3 e Ultimate Mortal Kombat 3 aparecem nesse jogo. As plataformas para PC, PlayStation e Sega Saturn somente excluíram as arenas The Hidden Portal e Noob Saibot Dorfen de MK3, enquanto a versão do N64 não possui as arenas Kahn's Arena e The Bank de MK2 e MK3, respectivamente. Somente algumas arenas do primeiro Mortal Kombat aparecem nesse jogo, como a The Courtyard, Goro's Lair, The Pit e The Pit Bottom. Palace Gates, Warrior Shrine e Throne Room foram removidas. A versão para N64 inclui uma nova arena chamada de The Star Bridge, que basicamente é o fundo do The Pit II com uma estrela no céu.
A trilha sonora se manteve intacta, como a de MKII e MK3, mas algumas músicas não tocam ao fundo de suas respectivas arenas. A versão do N64 usa somente a trilha de MK3. 
Subarenas
Segue uma lista das sub-arenas que são alcançadas quando um jogador aplica um uppercutt no oponente: 
- The Subway → The Street
- The Bank → The Rooftop (exceto para N64)
- The Soul Chamber → The Balcony
- Scorpion's Lair → Kahn's Kave
- Goro's Lair → The Armory → Kombat Tomb (somente na versão do N64)

## Diferenças entre as versões
As versões do jogo para PlayStation, PC, Nintendo 64 e Saturn são tecnicamente idênticas. Todas trazem 32 personagens na tela de seleção de personagens com exceção do Nintendo 64, que tem uma quantidade inferior de personagens, além das versões clássicas de Kano, Raiden, Jax e Kung Lao, e do personagem Chameleon, cuja cor da roupa muda durante a batalha, indicando de qual ninja masculino ele está usando os golpes especiais, (não disponíveis em nintendo 64).
Quase todas as arenas de MK, MKII, MK3 e UMK3 estão presentes, além da trilha sonora de MKII, MK3 e UMK3. Todas também trazem loadings entre as batalhas, que podem ser encurtadas reduzindo as possibilidades de transformações de Shang Tsung, por exemplo. Em algumas ocasiões, Goro ou Kintaro substituem Motaro como sub-chefes.

### Nintendo 64
A versão do Nintendo 64 é um pouco diferente. Devido às limitações de cartucho, foram retiradas as versões clássicas de Kano, Raiden, Kung Lao e Jax, bem como os subchefes Goro e Kintaro e o secreto Chameleon. Motaro, Shao Kahn e Human Smoke são jogáveis apenas através de códigos. Classic Sub-Zero e Sub-Zero (sem máscara) foram combinados em um só personagem (a versão com máscara; ou seja, a versão sem máscara também não está presente no jogo), que usa os golpes dos dois ninjas, os fatalities do mascarado, o animality do sem máscara, a biografia do sem máscara e o final do mascarado, também não possui as arenas Kahn's Arena e The Bank, e usa apenas a trilha de MK3 e UMK3.
Para compensar as limitações desta versão, foi adicionada Khameleon, uma ninja de roupa cinza cujo nome na barra de energia muda durante a batalha, indicando de qual ninja feminina ela está usando os golpes especiais. Khameleon, diferente de sua contraparte masculina, tem história e final próprios, pode aparecer de surpresa no início de uma luta (como faziam Jade e Smoke em MKII), pode ser desafiada e também é selecionável através de código. Na versão do N64, outra novidade é que Motaro e Shao Kahn podem fazer fatalities no oponente. Também foi criada uma arena exclusiva, a The Star Bridge; o modo de batalha de 3 contra 3, há o dobro de tesouros em relação às outras versões, incluindo joguinhos antigos e um modo completo de Demostração de Fatalities.

### game.com
A versão game.com inclui modo multijogadores, através do cabo multi-link compete.com e tem disponíveis 13 personagens (Cyrax, Ermac, Jade, Mileena, Sektor, Kitana, Motaro, Nightwolf, Noob Saibot, Raiden, Reptile, Shao Kahn), cada uma inclui dois movimentos especiais e quatro fatalidades.  

## Finalizações
Como padrão da série Mortal Kombat, existem várias finalizações:
- Brutality - O personagem aplica uma sucessão de golpes que resulta na explosão do oponente

- Fatality - o personagem assassina o oponente de uma forma cruel e dolorosa.

- Animality - o personagem se transforma em um animal e ataca o oponente.

- Friendship - o personagem acaba com a luta de uma forma amigável.

- Babality - o personagem transforma o outro em bebê e pode virar um bebê também.

## Novidades
- Em Mortal Kombat Trilogy foi introduzida uma barra de agressão, que fazia que o personagem ficasse mais rápido e forte por um curto período de tempo.
- Modo 3 contra 3 simultaneamente. (somente para N64).
- Uma finalização chamada Brutality. Essa finalização exigia que o jogador executasse uma seqüencia de onze golpes em seguida fazendo o oponente explodir. Brutalities foram inicialmente introduzidos nas versões de Ultimate Mortal Kombat 3 para  Sega Mega Drive/Sega Genesis e Super Nintendo.
- Muitos personagens tiveram golpes especiais e finalizações novas.

## História
A história é a mesma de Mortal Kombat 3, com as arenas do jogo retratando a invasão de Shao Kahn ao Plano Terreno e a fundição deste reino com o de Outworld, só que com algumas modificações: Dessa vez Raiden não só protegeu a alma de alguns guerreiros como também lutou entre eles, desistindo de sua imortalidade.
Sub-Zero ainda está sendo perseguido pelos três cyber ninjas, e Kitana ainda está sendo perseguida por Motaro e Reptile. Também surge Khameleon, que acredita que seja um ser sobrevivente da raça Saurian, a mesma de Reptile, que foi extinta há milhões de anos.